# 阿尔希内特
阿尔希内特，是西班牙巴伦西亚自治区巴伦西亚省的一个市镇。总面积24平方公里，总人口11947人（2001年），人口密度498人/平方公里。